# Ophiomusium acuferum
Ophiomusium acuferum är en ormstjärneart som beskrevs av George Richard Lyman 1875. Ophiomusium acuferum ingår i släktet Ophiomusium och familjen Ophiolepididae. Inga underarter finns listade i Catalogue of Life.